# Chateau Neuf

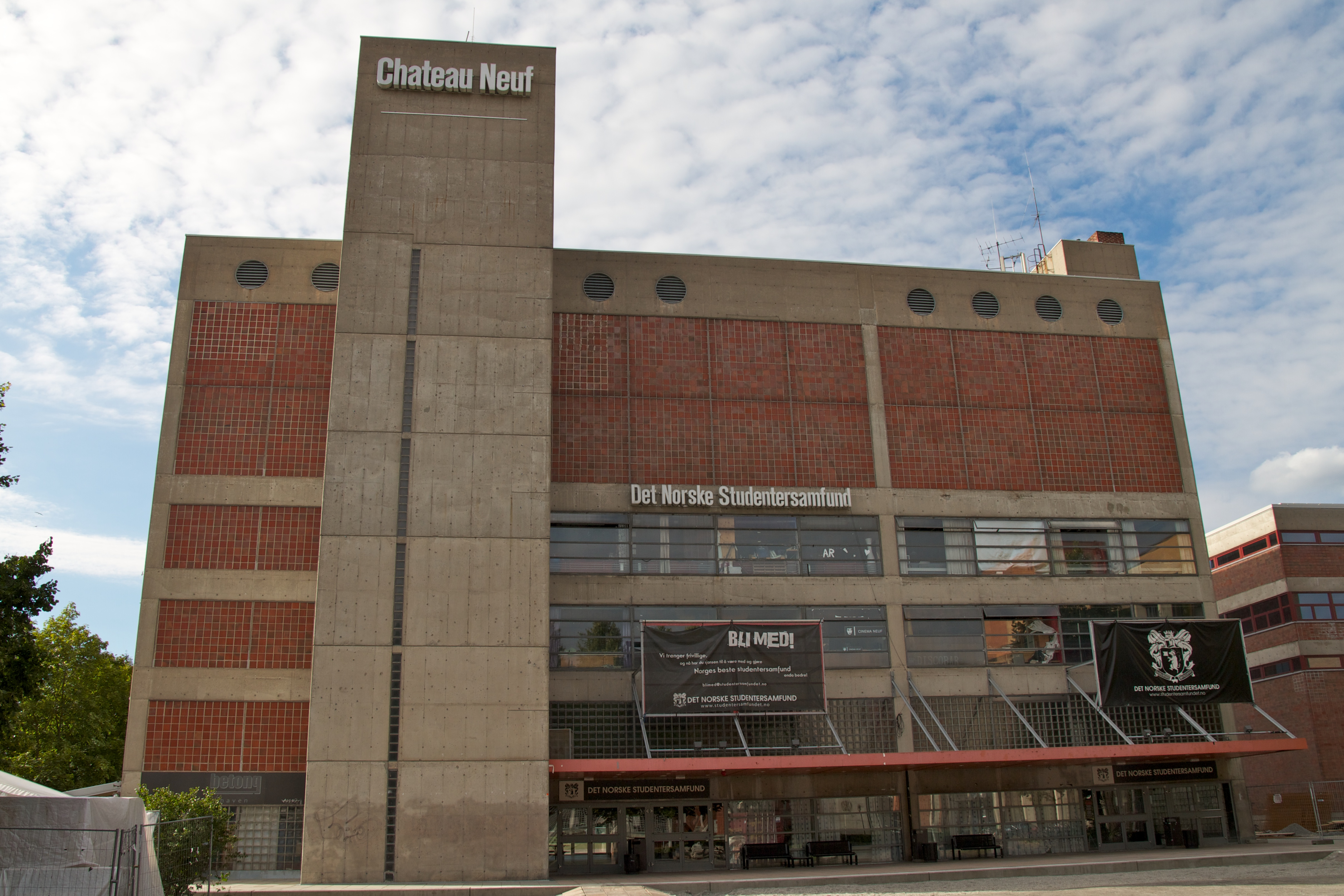
Chateau Neuf, 2010

Das Chateau Neuf (deutsch: Neues Schloss) ist ein Gebäude in Oslo, das für den norwegischen Studierendenverband Det Norske Studentersamfund erbaut wurde. Es wurde im Jahr 1971 fertiggestellt und beinhaltet einen Veranstaltungssaal mit etwa 1400 Plätzen.

## Geschichte
Nach längeren Diskussionen um ein neues Gebäude für den Verband Det Norske Studentersamfund wurde das Chateau Neuf im Jahr 1971 fertiggestellt. Die Eröffnungsfeier wurde am 15. August 1971 im norwegischen Fernsehen ausgestrahlt. Der Betrieb des Gebäudes führte zu finanziellen Verlusten und im Jahr 1976 hatte man Probleme damit, alte Kredite abzubezahlen. Wegen der finanziellen Schwierigkeiten wurde das Chateau Neuf in den 1970er- und 1980er-Jahren zu einem großen Teil vermietet. Zu den Mietern gehörte unter anderem die Universität Oslo. Der große Saal wurde in der Zeit oft für Vorlesungen und Konzerte genutzt. Im Jahr 1998 kaufte die Universität das Haus auf und 1999 wurde es als Studentenhaus wiedereröffnet. Der Studierendenverband besitzt Nutzungsrechte für große Teile des Chateau Neufs. So werden die Büros unter anderem für verschiedene Studierendengruppierungen genutzt. Für die Betriebskosten kommt die Universität auf.

## Gebäude und Lage
Das Chateau Neuf befindet sich im Osloer Stadtviertel Majorstuen, das zum Stadtteil Frogner gehört. Damit liegt es in der Nähe des Universitätscampus in Blindern. Das Gebäude beinhaltet unter anderem einen Amphisaal, Restaurant- und Konzertlokale, Büros und Meetingräume. Als Architekten wirkten Kjell Lund und Nils Slaatto, die es im Stile des Strukturalismus verwirklichten.

## Name
Der französische Name stellt ein Wortspiel mit der norwegischen für die Laute von Schweinen gebrauchte Lautmalerei „nøff“ (deutsch: oink) dar. Das ehemalige Maskottchen der Studierendenvereinigung war ein Schwein, das auch Hans Majestet Grisen genannt wurde.